# Borbély András
Borbély András (Gyergyóremete, 1982. december 2. –) költő, szerkesztő.

## Életpályája

### Tanulmányai
1997–2001 között a Salamon Ernő Elméleti Líceum diákja volt. 2004-2009 között végzett a budapesti Károli Gáspár Református Egyetemen.

## Irodalmi munkássága
A 2006-ban indult Új Nautilus folyóirat alapító főszerkesztője. Publikációi évek óta jelennek meg különböző folyóiratokban. Közölt szépirodalmat, tanulmányt, kritikát, esszét egyaránt.

### Szerkesztői munkája
- Az Új Nautilus folyóirat főszerkesztője (2006– )
- A Napút folyóirat prózaszerkesztője (2009- )

## Művei

### Önálló kötet
- Hidegség, állat; Napút, Bp., 2009
- Versismeretlenek – tanulmányok Balassitól Térey Jánosig; Napút, Bp., 2010
- Bálnakenyér; AmbrooBook, Győr, 2013
- Szél; FISZ, Bp., 2014 (Hortus conclusus)
- Az idő paradoxonai. A Babeş-Bolyai Tudományegyetem Magyar Irodalomtudományi Intézetének házikonferenciája, 2013. május 16-17.; szerk. Orbán Gyöngyi, Borbély András, Serestély Zalán; Egyetemi Műhely–Bolyai Társaság, Kolozsvár, 2015 (Egyetemi füzetek)
- Visszateremtés. Esztétika és politika Szilágyi Domokos korai költészetében; Kijárat, Bp., 2017 (Geopoetika)

### Antológiák
- Hangfogó. Cédrus-pályázat 2009, prózamustra; szerk. Borbély András; Napkút, Bp., 2011 (Káva téka)
- Az év versei (Magyar Napló, 2010)
- Az év versei (Magyar Napló, 2011)
- Álmok és tájak. Cédrus-pályázat. Válogatás a kiemeltek prózáiból; szerk. Borbély András; Napkút, Bp., 2011 (Káva téka)
- Az év versei (Magyar Napló, 2012)